# Speranza Football Club 1922-1923
Questa pagina raccoglie i dati riguardanti la Speranza Football Club nelle competizioni ufficiali della stagione 1922-1923.

## Rosa
| N. |                   | Ruolo | Calciatore      |
| -- | ----------------- | ----- | --------------- |
|    | Italia (bandiera) | P     | Marchionni      |
|    | Italia (bandiera) | P     | Carlo Salemme   |
|    | Italia (bandiera) | D     | Giuseppe Bona   |
|    | Italia (bandiera) | D     | Bonfanti        |
|    | Italia (bandiera) | D     | Fresia          |
|    | Italia (bandiera) | D     | Giacobbo        |
|    | Italia (bandiera) | D     | Pellati         |
|    | Italia (bandiera) | D     | Quercia         |
|    | Italia (bandiera) | D     | Scotto          |
|    | Italia (bandiera) | C     | Pilade Basso    |
|    | Italia (bandiera) | C     | Dante Valentino |
|    | Italia (bandiera) | C     | Bellini         |
|    | Italia (bandiera) | C     | Cappello II     |

| N. |                   | Ruolo | Calciatore        |
| -- | ----------------- | ----- | ----------------- |
|    | Italia (bandiera) | C     | Rosso             |
|    | Italia (bandiera) | C     | Alberto Tessitore |
|    | Italia (bandiera) | C     | Giuseppe Tozzi    |
|    | Italia (bandiera) | A     | Luigi Boggio      |
|    | Italia (bandiera) | A     | Carlevarino       |
|    | Italia (bandiera) | A     | Ceppone           |
|    | Italia (bandiera) | A     | Ernesto Fioretti  |
|    | Italia (bandiera) | A     | Aleardo Giovara   |
|    | Italia (bandiera) | A     | Maldi             |
|    | Italia (bandiera) | A     | Vincenzo Poggi    |
|    | Italia (bandiera) | A     | Verna             |

## Risultati

### Prima Divisione

#### Lega Nord - girone A

##### Girone di andata
| Arbitro: | Scamoni (Torino) |

|              |           |                                 |
| Fioretti 53’ | Marcatori | 5’, 9’ Chiecchi III 37’ Morandi |

| Arbitro: | Fries (Milano) |

|                            |           |  |
| Ceria 38’, 55’ Zanello 87’ | Marcatori |  |

| Arbitro: | Sessa (Milano) |

|  |           |                  |
|  | Marcatori | 9’, 63’ Mosso IV |

| Arbitro: | Canestrini (Novara) |

|                                           |           |                 |
| Ferrero 4’ Boglietti III 42’ Visconti 55’ | Marcatori | 6’, 88’ Poggi I |

| Arbitro: | Enrietti (Torino) |

|                              |           |                                                |
| Basso 66’ Poggi I 90’ (rig.) | Marcatori | 35’ Merciai 55’, 82’ Corsetti II 57’ Guerrieri |

| Arbitro: | Mariani (Bologna) |

|                                               |           |  |
| Conti 35’ Cevenini III 74’ (rig.), 87’ (rig.) | Marcatori |  |

| Arbitro: | Kaltz (Parma) |

|              |           |  |
| Muzzioli 59’ | Marcatori |  |

| Arbitro: | Pierallini (Modena) |

|               |           |  |
| Venturini 53’ | Marcatori |  |

| Arbitro: | Livraghi (Milano) |

|  |           |                  |
|  | Marcatori | 10’, 29’ Scevola |

| Arbitro: | Malvano (Torino) |

|                                          |           |  |
| Ferraris II 65’ Gallino 69’ Sartorio 75’ | Marcatori |  |

| Arbitro: | Pierallini (Modena) |

|                              |           |              |
| Zanninovich 10’ Gallo II 39’ | Marcatori | 74’ Fioretti |

##### Girone di ritorno
| Arbitro: | Barbon (Venezia) |

|                                      |           |           |
| Porta 5’ (rig.) Bernardi II 27’, 56’ | Marcatori | 65’ Maldi |

| Arbitro: | Vagge (Genova) |

|  |           |                                    |
|  | Marcatori | 16’ Zanello 36’ Rosetta 83’ Gay II |

| Arbitro: | Guiot (Milano) |

|                                                                     |           |  |
| Martin I 4’ Janni 12’, 25’, 27’, 65’ Falchi 31’ Martin III 44’, 48’ | Marcatori |  |

| Arbitro: | Cattaneo (Milano) |

|                 |           |             |
| Carlevarino 87’ | Marcatori | 80’ Ferrero |

| Arbitro: | Faini (Genova) |

|                                                                           |           |           |
| Sbrana 8’, 83’, 86’ (rig.) Merciai 21’ Colombari 42’, 66’ Corsetti II 68’ | Marcatori | 47’ Verna |

| Savona 13 maggio 1923 17ª giornata | Speranza       | 0 – 0 | Inter | \| Arbitro: \| Petta (Genova) \| |
| Arbitro:                           | Petta (Genova) |       |       |                                  |

| Savona 1 aprile 1923 18ª giornata | Speranza      | 0 – 0 | Virtus Bologna | \| Arbitro: \| Vota (Torino) \| |
| Arbitro:                          | Vota (Torino) |       |                |                                 |

| Arbitro: | Vagge (Genova) |

|           |           |                 |
| Boggio 7’ | Marcatori | 38’ Agostinelli |

| Arbitro: | Guiot (Milano) |

|                                                        |           |  |
| Cambiaso 24’ Derchi 61’ Mura 70’, 80’, 90’ Scevola 86’ | Marcatori |  |

| Savona 29 aprile 1923 21ª giornata | Speranza        | 0 – 0 | Casale | \| Arbitro: \| Armano (Torino) \| |
| Arbitro:                           | Armano (Torino) |       |        |                                   |

| Arbitro: | Trezzi (Milano) |

|  |           |             |
|  | Marcatori | 80’ Recchia |

## Statistiche

### Statistiche di squadra
| Competizione    | Punti | In casa | In casa | In casa | In casa | In casa | In casa | In trasferta | In trasferta | In trasferta | In trasferta | In trasferta | In trasferta | Totale | Totale | Totale | Totale | Totale | Totale | DR  |
| Competizione    | Punti | G       | V       | N       | P       | Gf      | Gs      | G            | V            | N            | P            | Gf           | Gs           | G      | V      | N      | P      | Gf     | Gs     | DR  |
| --------------- | ----- | ------- | ------- | ------- | ------- | ------- | ------- | ------------ | ------------ | ------------ | ------------ | ------------ | ------------ | ------ | ------ | ------ | ------ | ------ | ------ | --- |
| Prima Divisione | 5     | 11      | 0       | 5       | 6       | 5       | 17      | 11           | 0            | 0            | 11           | 5            | 40           | 22     | 0      | 5      | 17     | 10     | 57     | -47 |

### Statistiche dei giocatori
| Giocatore     | Prima Divisione | Prima Divisione |
| Giocatore     | Presenze        | Reti            |
| ------------- | --------------- | --------------- |
| P. Basso      | 19              | 1               |
| Bellini       | 3               | 0               |
| L. Boggio     | 19              | 1               |
| G. Bona       | 22              | 0               |
| Bonfanti      | 14              | 0               |
| Cappello (II) | 1               | 0               |
| Carlevarino   | 17              | 1               |
| Ceppone       | 1               | 0               |
| E. Fioretti   | 9               | 2               |
| Fresia        | 1               | 0               |
| Giacobbo      | 2               | 0               |
| A. Giovara    | 14              | 0               |
| Maldi         | 3               | 1               |
| Marchionni    | 4               | -11             |
| Pellati       | 8               | 0               |
| V. Poggi (I)  | 16              | 3               |
| Quercia       | 21              | 0               |
| Rosso         | 1               | 0               |
| C. Salemme    | 18              | -46             |
| Scotto        | 9               | 0               |
| A. Tessitore  | 16              | 0               |
| G. Tozzi      | 6               | 0               |
| D. Valentino  | 12              | 0               |
| Verna         | 6               | 1               |

All'epoca non esistevano i cartellini gialli e rossi (introdotti molto dopo), ma solo ammonizioni verbali ed espulsioni effettive. Sulle cronache sportive dell'epoca sono evidenziate solo le espulsioni, mentre le ammonizioni solenni risultano sui comunicati ufficiali della Lega Nord.